# Carapa hygrophila
Carapa hygrophila är en tvåhjärtbladig växtart som beskrevs av Hermann August Theodor Harms. Carapa hygrophila ingår i släktet Carapa och familjen Meliaceae. Inga underarter finns listade i Catalogue of Life.